# Spoorlijn Tzummarum - Franeker
Spoorlijn Tzummarum - Franeker was een spoorlijn tussen Tzummarum en Franeker, onderdeel van de Noord-Friesche Locaalspoorweg-Maatschappij.

## Geschiedenis
De spoorlijn werd op 1 oktober 1903 geopend, tegelijk met een deel van de spoorlijn Stiens - Harlingen.
Oorspronkelijk was het de bedoeling dat de spoorlijn in Franeker zou aansluiten op de bestaande staatslijn B tussen Leeuwarden en Harlingen. Hiervoor moest echter een brug aangelegd worden over de Harlinger Trekvaart. De plannen hiervoor lagen klaar, maar de aanleg was erg duur en de brug zou in een onoverzichtelijke bocht van het kanaal komen te liggen.
Op 8 oktober 1933 werd het personenvervoer gestaakt. Een aantal jaar later werd de hele lijn opgebroken.

### Restanten
Een deel van het baanlichaam is anno 2020 nog terug te vinden in het landschap. Enkele bebouwing staat er nog.
- Station Tzummarum bevindt zich aan de Stasjonswei 1.
- Station Djongum ligt aan de Hovensreed 1.
- Station Franeker Halte bevindt zich aan de Harlingerweg 45.

### Afbeeldingen

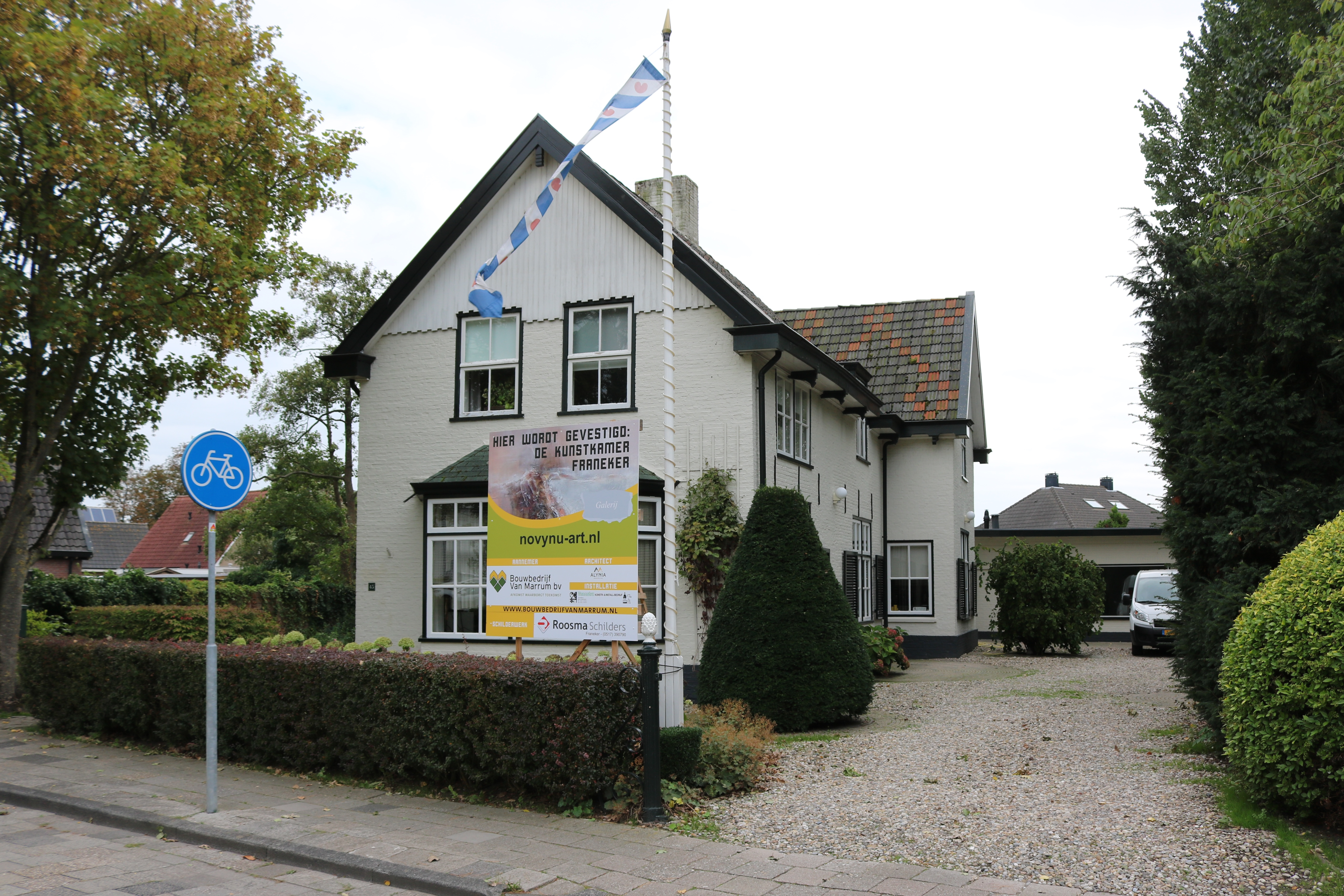
Station Franeker Halte anno 2018.
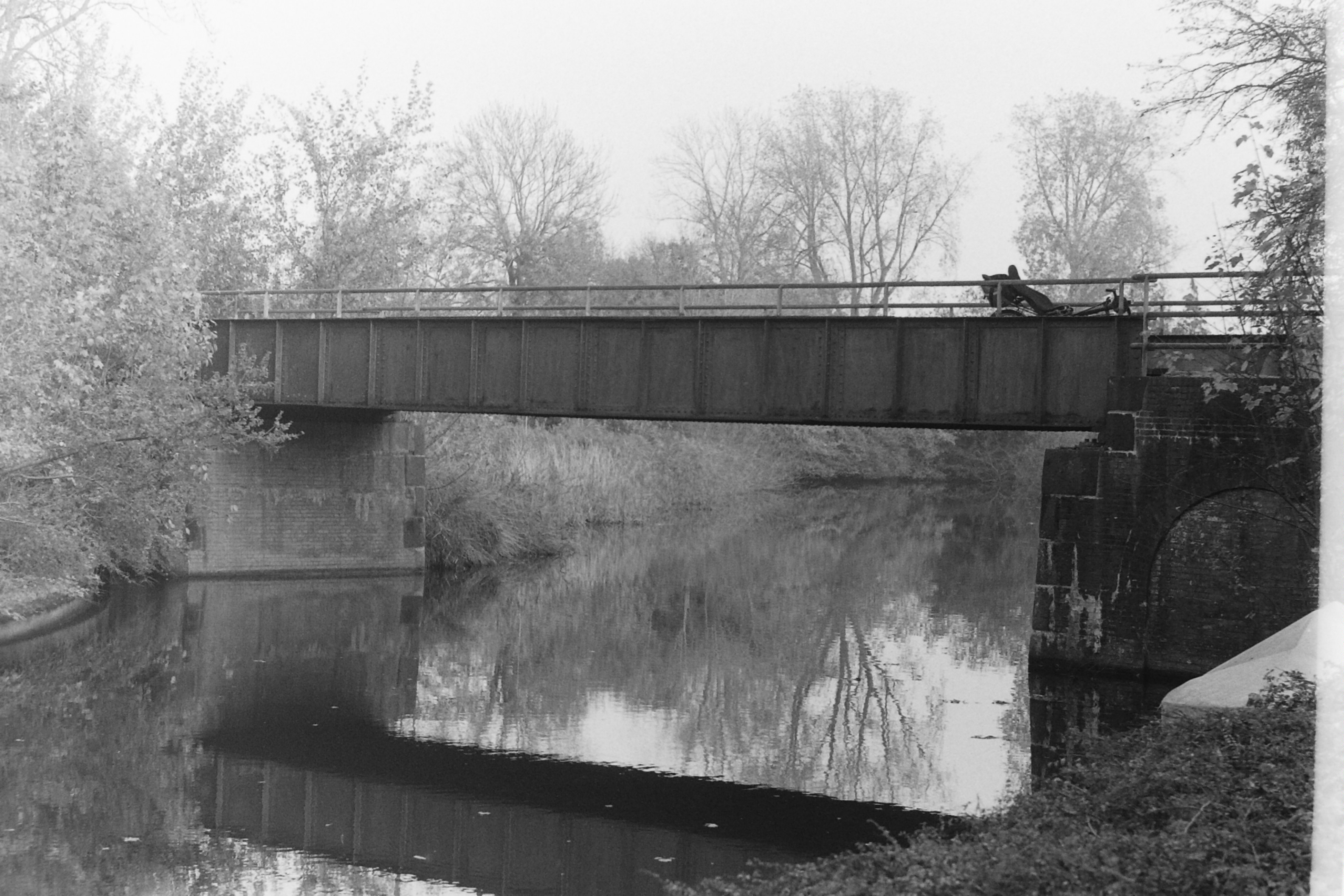
Spoorbrug over de Sexbierumervaart in Franeker anno 2022 in gebruik  als voetbrug
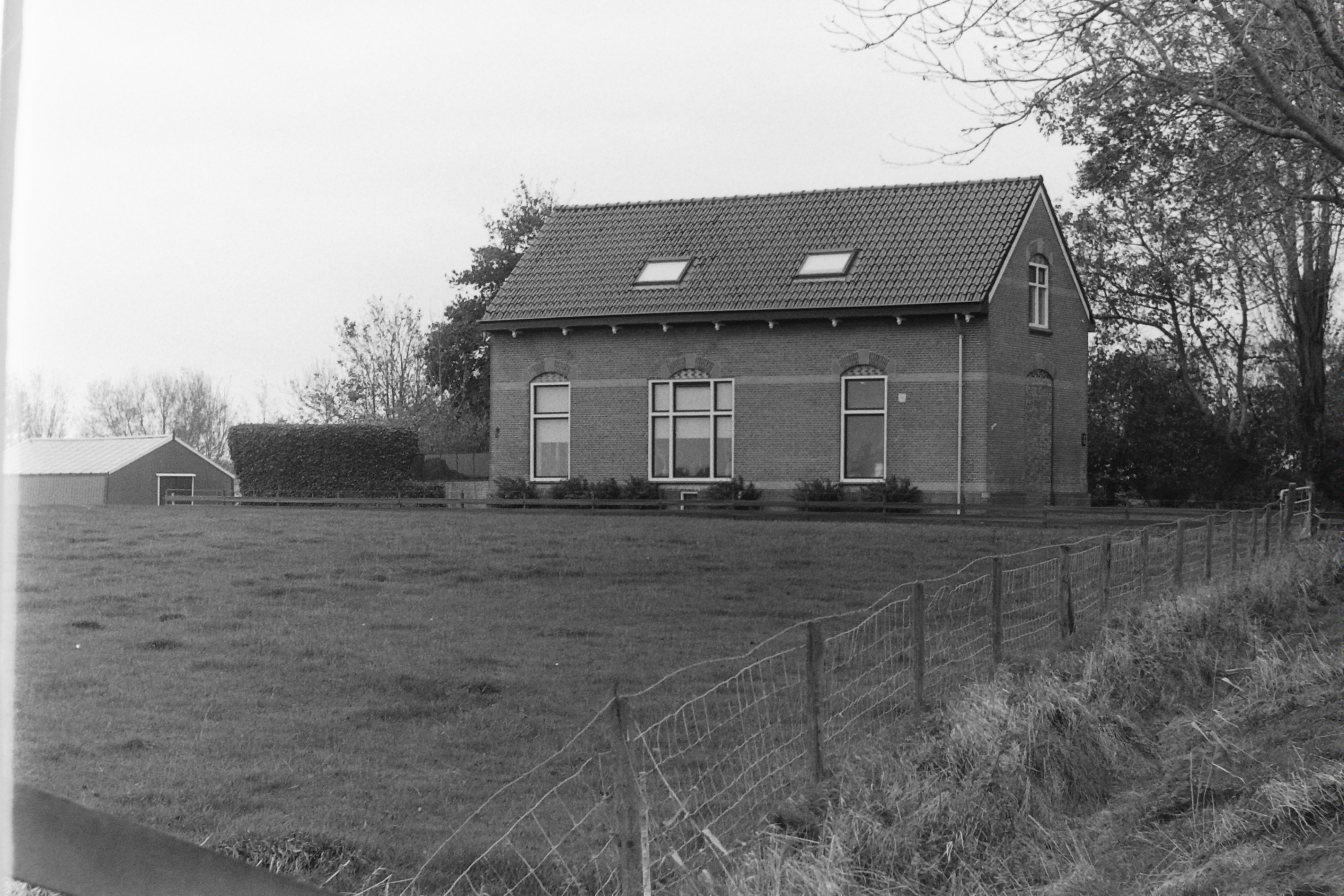
Station Dongjum anno 2022
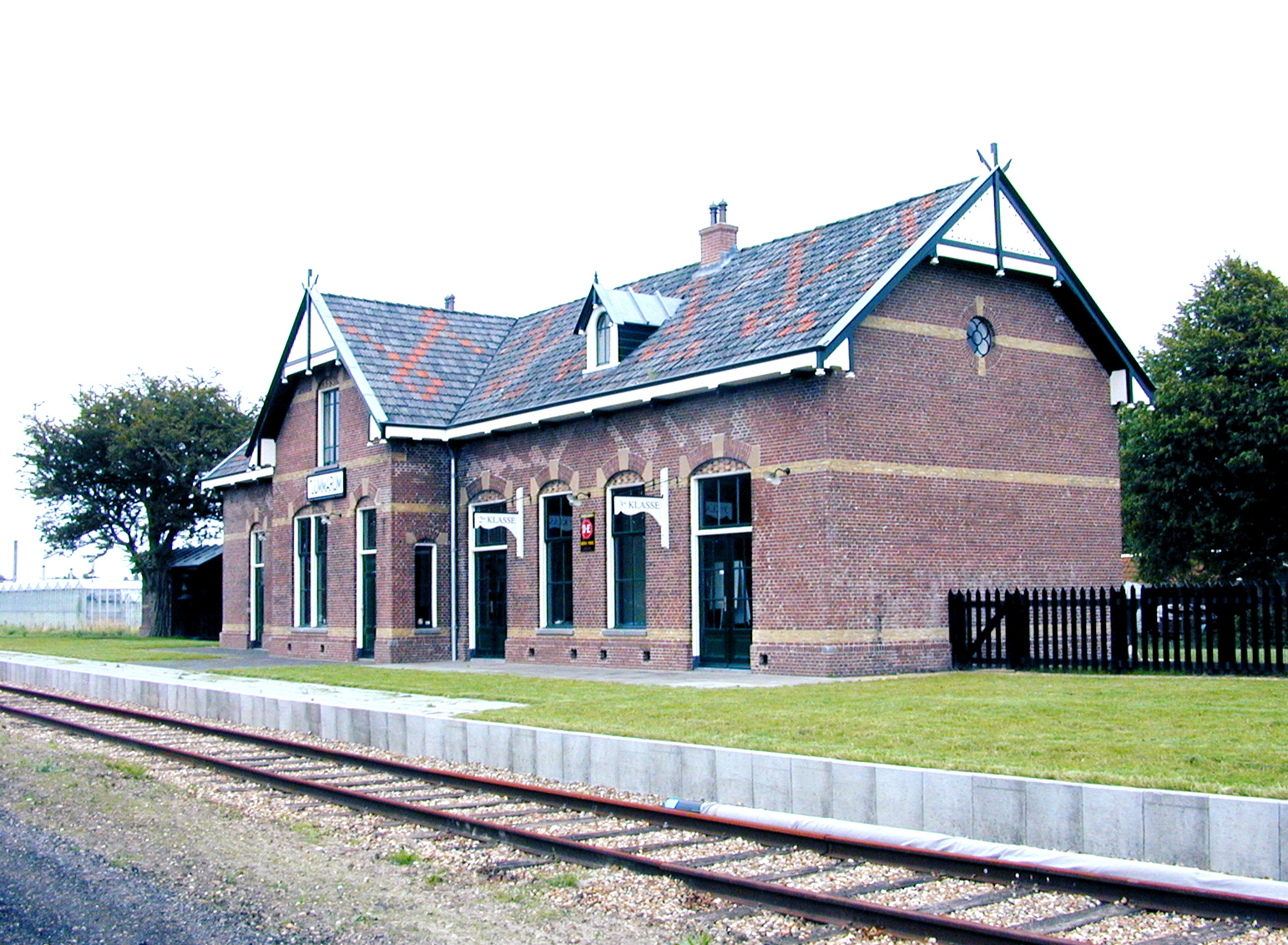
Station Tzummarum anno 2004.